# Callichilia
Callichilia är ett släkte av oleanderväxter. Callichilia ingår i familjen oleanderväxter.
Kladogram enligt Catalogue of Life:
| Callichilia | \| \| Callichilia barteri \| \| \| \| \| \| Callichilia basileis \| \| \| \| \| \| Callichilia bequaertii \| \| \| \| \| \| Callichilia inaequalis \| \| \| \| \| \| Callichilia monopodialis \| \| \| \| \| \| Callichilia subsessilis \| \| \| \| |
|             | \| \| Callichilia barteri \| \| \| \| \| \| Callichilia basileis \| \| \| \| \| \| Callichilia bequaertii \| \| \| \| \| \| Callichilia inaequalis \| \| \| \| \| \| Callichilia monopodialis \| \| \| \| \| \| Callichilia subsessilis \| \| \| \| |
|             | Callichilia barteri |
|             | |
|             | Callichilia basileis |
|             | |
|             | Callichilia bequaertii |
|             | |
|             | Callichilia inaequalis |
|             | |
|             | Callichilia monopodialis |
|             | |
|             | Callichilia subsessilis |
|             | |